# Hugo Gerard Ströhl

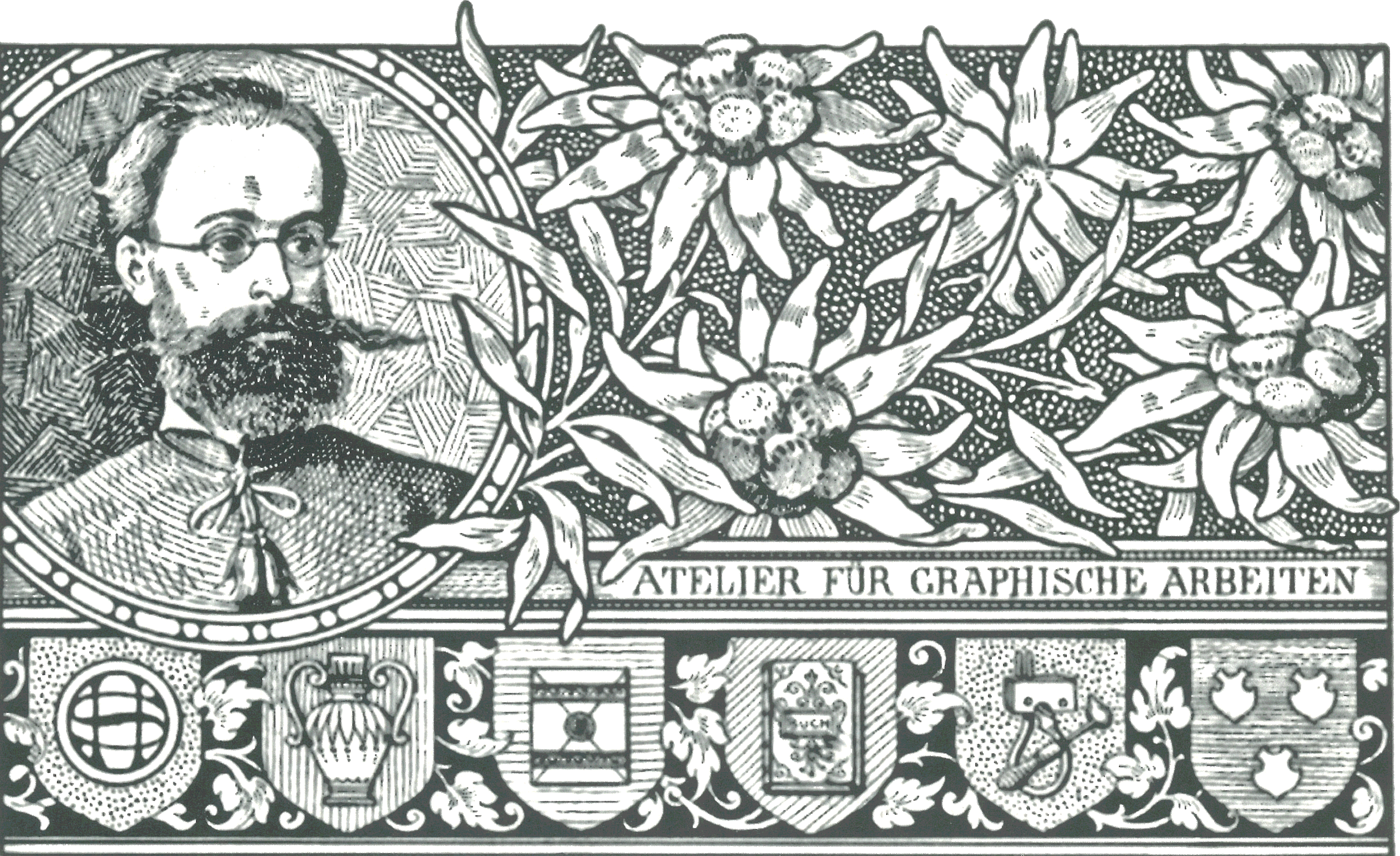
Hugo Gerard Ströhl, Porträt auf einer graphisch gestalteten Werbung für sein Atelier

H. Ströhl
Signatur aus Heraldischer Atlas, Stuttgart 1899.

Hugo Gerard Ströhl (* 24. September 1851 in Wels; † 7. Dezember 1919 in Mödling) war ein österreichischer Heraldiker.

## Leben
Hugo Gerard Ströhl wurde im Jahre 1851 in der oberösterreichischen Stadt Wels geboren. Als Junge zeigte er viel zeichnerisches Talent und war Schüler an der Kunstgewerbeschule des Österreichischen Museums für Kunst und Industrie, der späteren Hochschule für angewandte Kunst in Wien. Nach Abschluss dieser Schule arbeitete er zunächst bis 1876 für die satirische Wochenzeitung Die Bombe. Er wurde Lehrer und eröffnete ein Atelier für Kleinkunst und Grafik.
Im Jahre 1890 veröffentlichte er eine Österreichisch-Ungarische Wappenrolle mit hunderten von Staats- und Gemeindewappen. Neun Jahre später, 1899, veröffentlichte er einen heraldischen Atlas, ein Musterbuch des Wappenwesens.
Bekannt wurde Ströhl auch durch sein Interesse an Japan und seine Veröffentlichungen über die Mon, die altjapanische Heraldik.

## Schriften
- Oesterreichisch-Ungarische Wappenrolle. Nach seiner kaiserlichen und königlichen Apostolischen Majestät grossem Titel. Verlag von Anton Schroll & Co., Wien 1890.
- Frisch brockte Schworzkerschäln. Schwarz-weiße Bilder zu lustigen Schnadahüpfeln aus den oesterreichischen Alpenländern. Verlag Perles, Wien 1891.
- Die Wappen der Druckgewerbe. Anton Schroll & Co., Wien 1891.[1]
- Wappen und Siegel der Orte Vorarlbergs. In: Adler (Hrsg.): Jahrbuch der Heraldischen Gesellschaft „Adler“. NF 3. Wien 1893, S. 97–114.
- Wappen und Flagge von Korea. In: Adler (Hrsg.): Jahrbuch der Heraldischen Gesellschaft „Adler“. 10, XXIV. Wien 1893.
- Oesterreichisch-Ungarische Wappenrolle. Die Wappen ihrer k.u.k. Majestäten, die Wappen der durchlauchtigsten Herren Erzherzoge, die Staatswappen von Oesterreich und Ungarn, die Wappen der Kronländer und der ungarischen Comitate, die Flaggen, Fahnen und Cocarden beider Reichshälften, sowie das Wappen des souverainen Fürstenthumes Liechtenstein. Anton Schroll, Wien 1890 (1895, 2. Auflage 1900).[2][3][4]
- Die Wappen der Äbte der Prämonstratenserstifte Geras und Pernegg. Selbstverlag, Wien 1895.
- Deutsche Wappenrolle. Enthaltend alle Wappen, Standarten, Flaggen, Landesfarben und Kokarden des Deutschen Reiches, seiner Bundesstaaten und regierenden Dynastien. Julius Hoffmann, Stuttgart 1897 (Digitalisat [DjVu]). Tafeln wieder abgebildet: Jürgen Arndt: Wappen und Flaggen des Deutschen Reiches und seiner Bundesstaaten (1871–1918) (= Die bibliophilen Taschenbücher. Band 81). Harenberg Kommunikation, Dortmund 1979, ISBN 3-921846-81-1.
- Die Entwicklung der österreichisch-ungarischen Kriegs- und Handelsflagge. In: Adler (Hrsg.): Jahrbuch der Heraldischen Gesellschaft „Adler“. IV.14 = 194. Wien 1897, S. 129–136.
- Die Landesfarben und Cocarden in Österreich und Deutschland. In: Adler (Hrsg.): Jahrbuch der Heraldischen Gesellschaft „Adler“. IV.17 = 197. Wien 1897, S. 165–172.
- Heraldischer Atlas. Eine Sammlung von heraldischen Musterblättern für Künstler, Gewerbetreibende, sowie für Freunde der Wappenkunde. Stuttgart. Heraldischer Atlas. In: Heraldische Reihe. Band IV. PHV  Verlag, Offenbach 2000, ISBN 3-934743-08-0 (Nachdruck). (reprint: Milano, Edizioni Orsini De Marzo, 2010, ISBN 978-88-7531-074-5).
- Heraldische Vorlagen für den Zeichenunterricht in Kunstgewerbeschulen, Gewerbe- und Fortbildungs-Schulen. Julius Hoffmann, Stuttgart 1900 (Digitalisat).
- Beiträge zur Geschichte der Badges. Gesammelt aus den Werken englischer Heraldiker. In: Adler (Hrsg.): Jahrbuch der Heraldischen Gesellschaft „Adler“. NF 12. Wien 1902, S. 75–113.
- Städte-Wappen von Österreich-Ungarn. 2. Auflage. Wien 1904 (Bearbeitung der 1. Auflage von Karl Lind). (Reprint: Milano, Edizioni Orsini De Marzo, 2010, ISBN 978-88-7531-077-6).
- Nihon moncho. Japanisches Wappenbuch. Ein Handbuch für Kunstgewerbetreibende und Sammler. Anton Schroll, Wien 1906.
- Wappenrolle der Päpste. Album Pontificale. Mönchen-Gladbach 1909.
- Landesfarben und Kokarden. Ein Vademekum für Maler, Graphiker, Fahnenfabrikanten und Dekorateure. Ernst Morgenstern, Berlin 1910.
- Die neuen österreichischen, ungarischen und gemeinsamen Wappen. Hrsg. auf Grund der mit d. allerhöchsten Handschreiben vom 10. u. 11. Okt. 1915, bezw. 2. u. 5. März 1916 erfolgten Einführung. Wien 1917.

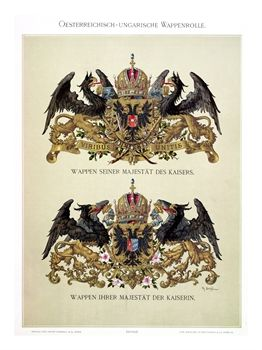
Wappen seiner Majestät des Kaisers (Franz Joseph I.) und Wappen ihrer Majestät der Kaiserin  (Elisabeth). Facsimile eines Blattes aus der Oesterreichisch-Ungarischen Wappenrolle
Großes kaiserliches Reichswappen des Deutschen Reiches, aus der Deutschen Wappenrolle
Kleines Wappen der Österreichischen Länder Österreich-Ungarns aus dem Jahre 1915, aus Die neuen österreichischen, ungarischen und gemeinsamen Wappen
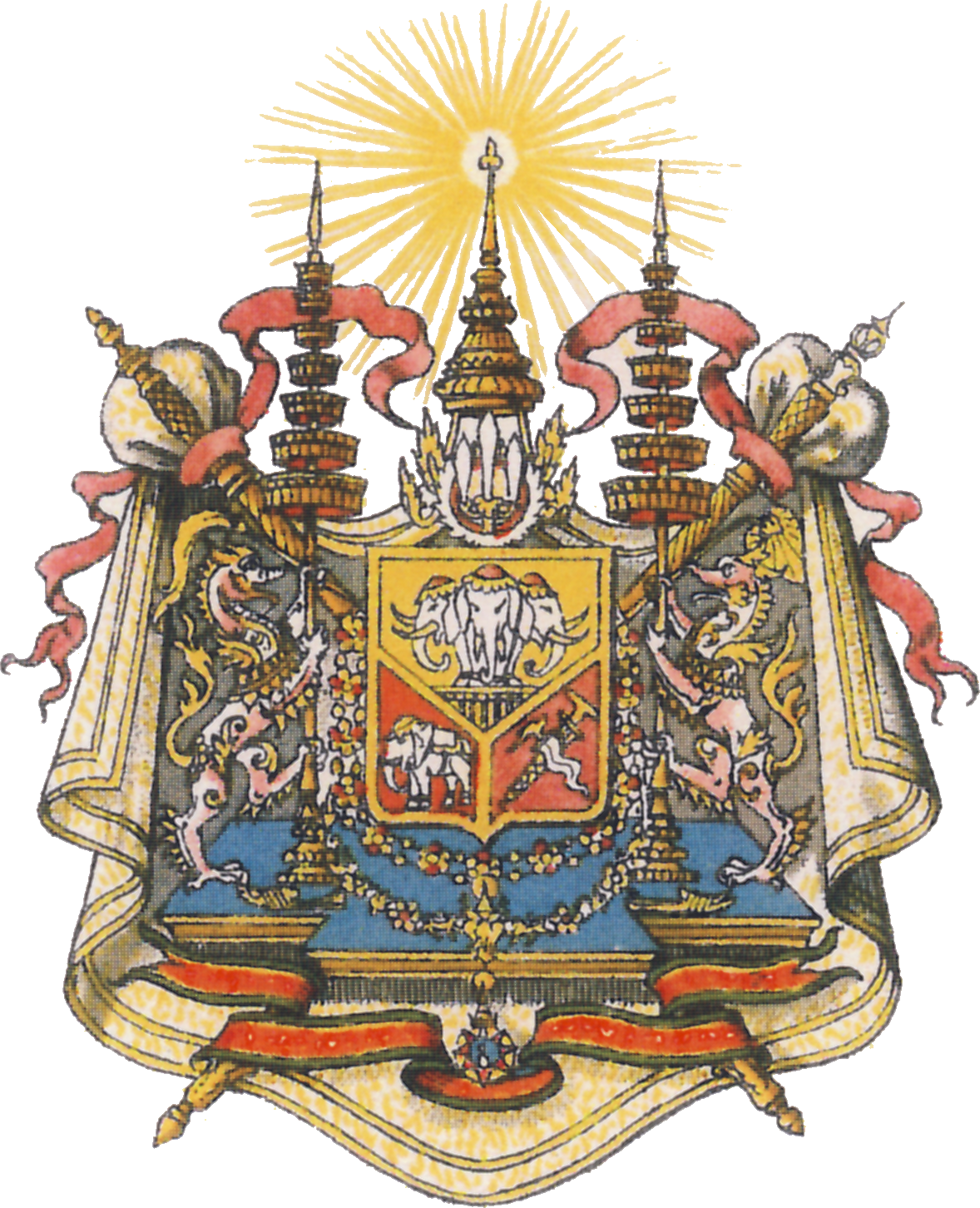
Wappen des Königreichs Siam. Heraldischer Atlas
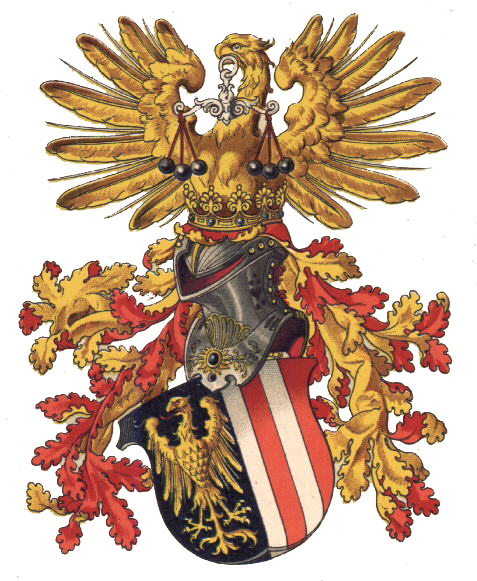
Erzherzogtum Österreich ob der Enns, aus der Oesterreichisch-Ungarischen Wappenrolle
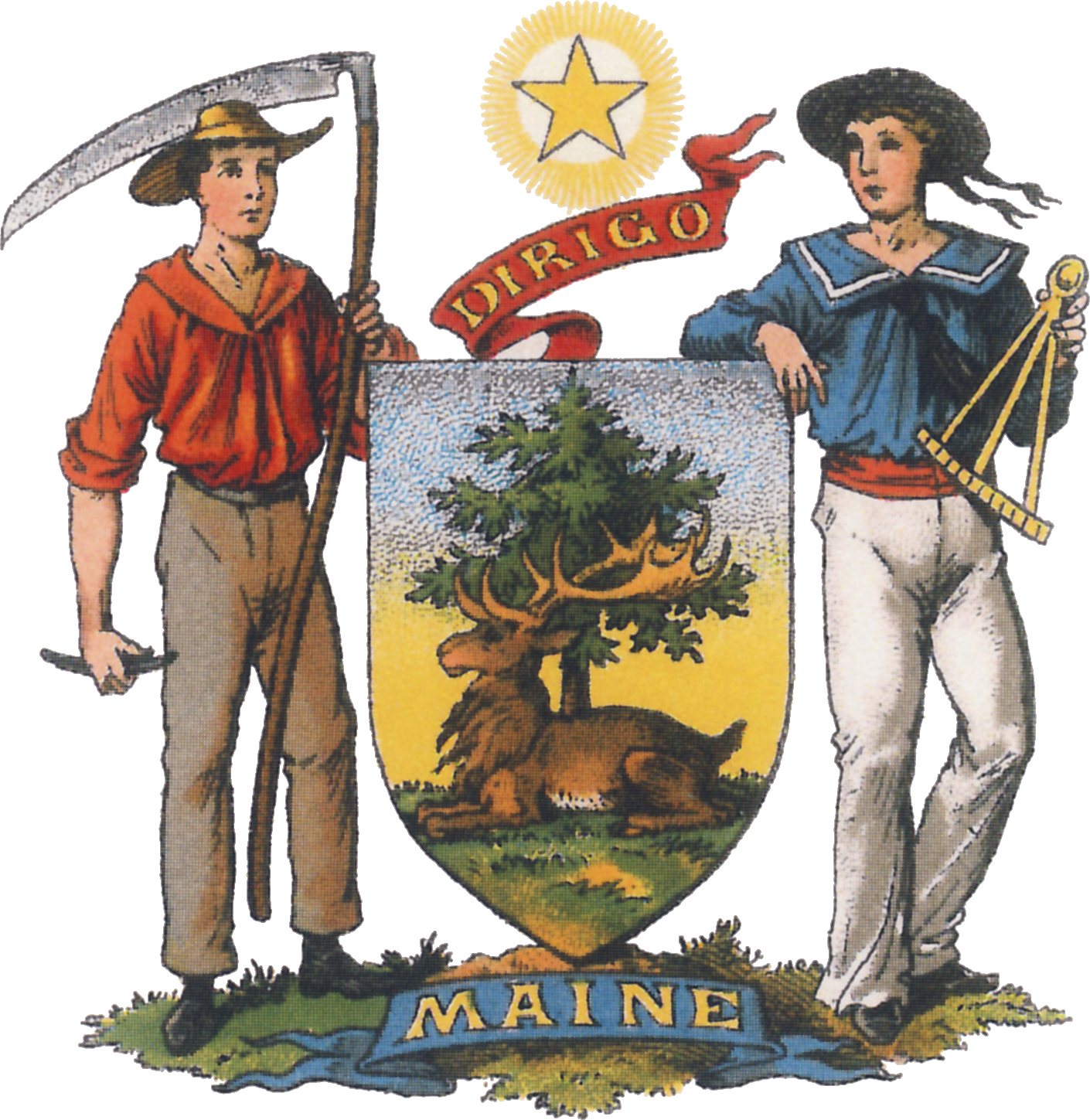
Wappen von Maine. Heraldischer Atlas
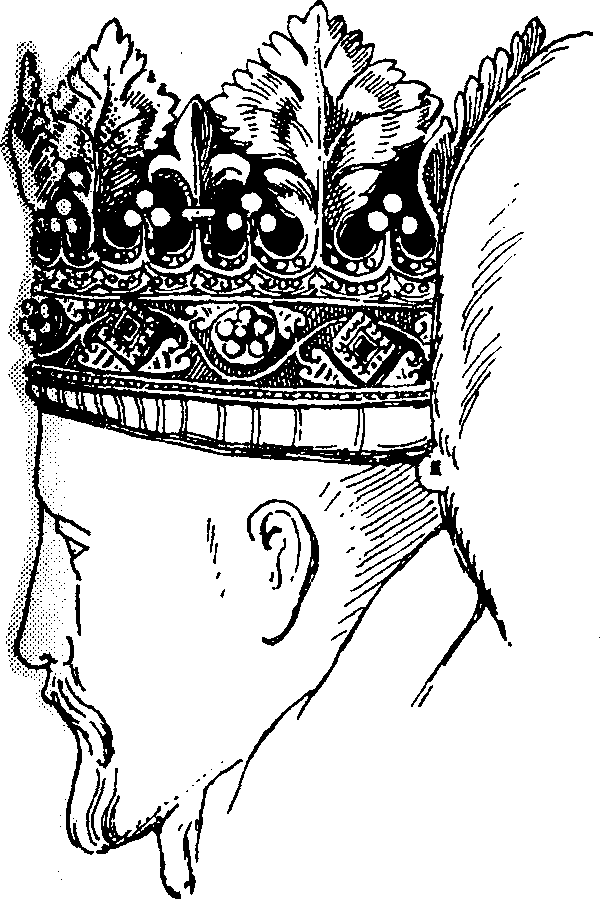
Krone König Heinrichs IV. von England. (1399–1413) von seinem Grabmale in der St. Thomas Becket Kapelle. (Kathedrale zu Canterbury). Heraldischer Atlas. Regentenkronen Fig. 41
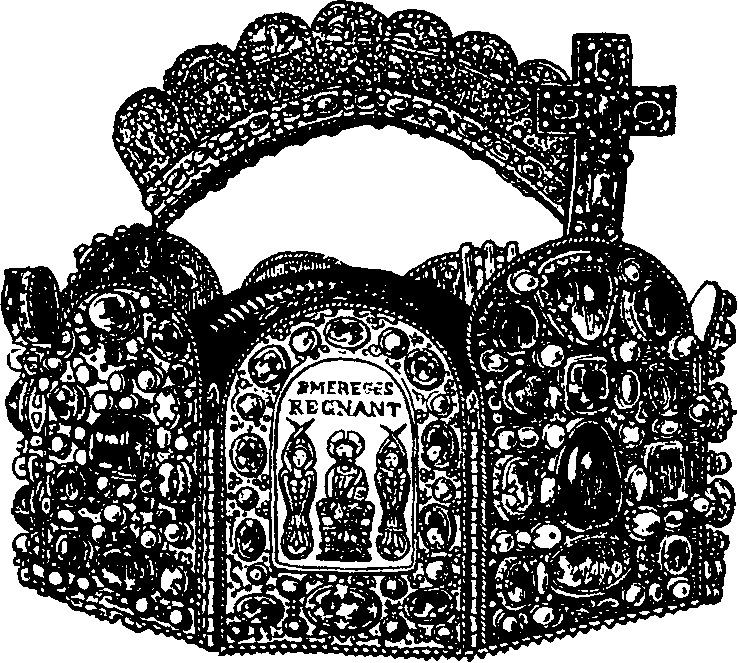
Reichskrone. Heraldischer Atlas. Regentenkronen Fig. 21

## Arbeiten
In der Versorgungsheimkirche im Geriatriezentrum Am Wienerwald wurden nach Skizzen von Ströhl 130 Wappen der Wiener Zünfte angebracht.